# Capitol Studios
Capitol Studios sont des studios d'enregistrement situés au sein du Capitol Records Building à Los Angeles en Californie sur Sunset Boulevard.